# Giáo hoàng Grêgôriô IX
Grêgôriô IX (Latinh: Gregorius IX) là vị giáo hoàng thứ 178 của giáo hội công giáo.
Theo niên giám tòa thánh năm 1806 thì ông đắc cử Giáo hoàng năm 1127 (1227?) và ở ngôi Giáo hoàng trong 14 năm 5 tháng vài ngày.
Niên giám tòa thánh năm 2003 xác định ông đắc cử Giáo hoàng ngày 19 tháng 3 năm 1191, ngày khai mạc chức vụ mục tử đoàn chiên chúa là ngày 21 tháng 3 và ngày kết thúc triều đại của ngài là ngày 22 tháng 8 năm 1241.
Giáo hoàng Grêgôriô IX sinh tại Anagni, Ý vào khoảng giữa năm 1145 và 1170 với tên khai sinh là Ugolino di Conti. 
Ông thừa hưởng các truyền thống của Grêgôriô VII và của chú ông là Giáo hoàng Innôcentê III (theo các nguồn tư liệu khác, ông chỉ là người họ hàng xa với ông này). Vị Giáo hoàng này đã được bầu ngay khi vị tiền nhiệm của ông qua đời.

## Đấu tranh với Hoàng đế Friedrich II
Grêgôriô IX phạt vạ tuyệt thông Hoàng đế La Mã Thần thánh là Friedrich II vào năm 1227 vì thái độ của nhà vua đối với Thập Tự Chinh. Tiếp liền sự treo chức là vạ tuyệt thông và những sự ngăm đe truất phế, sau khi Friedrich II phàn nàn về sự đối xử này với các quốc vương khác.
Hoàng đế đã thử một cuộc xâm lược các Lãnh thổ Giáo hoàng năm 1228, nhưng bị thất bại. Mặc dầu mang vạ trên mình, ông cầm đầu cuộc Thập tư chinh lần thứ tư và chiếm được Gierusalem bằng một thỏa hiệp với Meledin. Trở về đất Ý, ông làm hòa với Giáo hoàng (1230).
Người Rô-ma sau thời kỳ này đã nổi dậy chống lại Giáo hoàng và ông đã phải sống lưu vong ở Anagni và xin Hoàng đế Friedrich II giúp đỡ chống lại các công dân của thành phố năm 1232.
Năm 1241, Hoàng đế Friedrich II lại bị Giáo hoàng Gregorius IX phạt vạ tuyệt thông một lần nữa khi ông này ngăn cản việc triệu tập công đồng tại Roma, bằng cách phục kích bắt cóc một lúc cả đoàn xe trở các tổng Giám mục và Giám mục tới dự công đồng, và giam giữ tại Napoli. Ông đã bị Công đồng Lyon 1250 phế truất rồi chết năm 1250. Từ lúc này bắt đầu giai đoạn khuyết ngôi, nước Đức không có hoàng đế nào cho đến năm 1273.
Ông cùng xung đột với vua Henry III của Anh Quốc, và những cuộc xung đột của ông với vua nước Pháp là Louis IX đã đẩy vua đến chỗ viết Chỉ Dụ (Pragmatique sanction). Tuy nhiên, người ta cho rằng văn bản này có sau rất xa thậm chí còn là một văn bản giả mạo của thế kỷ XIV.

## Tòa thẩm tra
Năm 1231, ông thiết lập "Toà thẩm tra"; (Inquisition) và giao phó cho các tu sĩ Đôminicô. Grêgôriô IX cho thiết lập các tòa thẩm tra cách vĩnh viễn vào năm 1233, ông đã chọn các người từ dòng Khất Thực, nhất là tu sĩ dòng Đa Minh, để hoán cải dân chúng qua Tòa Thẩm Tra.
Trong bức thư gửi các Gíam mục Pháp vào năm 1233, Đức Gregorio viết: Xét rằng giữa muôn thứ bận rộn, chư huynh khó có thể chu toàn nỗi những vất vả của công tác nặng nề. Vì thế, quả là hợp lý việc chia sẻ bớt gánh nặng của chư huynh, ta gửi đến chư huynh những Anh Em chuyên sứ mạng chống lạc giáo tại Pháp và các làng phụ cận. Ta yêu cầu chư huynh tiếp đón các vị cách chân thành và xử đối xứng đáng, chấp thuận cho các vị làm cố vấn để giúp đỡ hỗ trợ chư huynh trong việc này, hầu anh em đó có thể chu toàn được sứ mạng đã được ủy thác. 

## Giáo hội

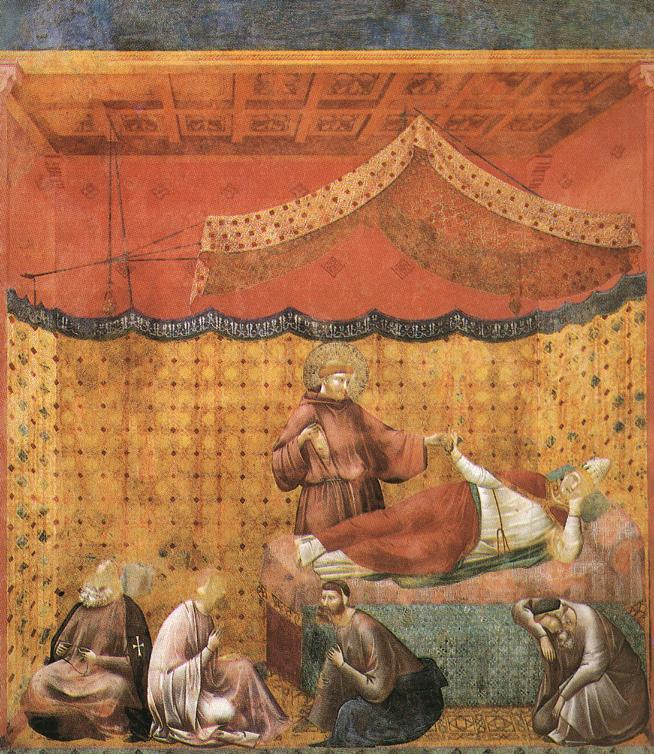
Giotto. Giấc mơ của Gregory với thánh Francis Assisi

Bằng sắc chỉ Rex pacificus (Vua hòa bình), ông chính thức hóa bộ sưu tập các giáo lệnh Giáo hoàng được Raymond de Pennafort tập hợp lại (1234) dưới tên Nova Compilatio Decretalium (Tập sưu tập các tông thư có giá trị như sắc lệnh) và từ nay, bộ sưu tập này được biết dưới cái tên là: Tập giáo lệnh của Grêgôriô IX (Décrétales de Grégoire IX).
Năm 1234, Giáo hoàng Gregorius IX đã dành cho Tòa thánh quyền tuyên bố hiển thánh và chân phước. Vì cho đến khi đó, việc nhìn nhận một đấng thánh vẫn do tiếng nói của nhân dân cộng với sự chấp nhận của Giám mục địa phận.
Chính ông đã ghi Thánh Phanxicô Assisi, Thánh Antôn Pađôva và Thánh Đôminicô vào sổ các thánh.
Công đồng Latran IV (1215) cũng xác nhận, chỉ Tòa thánh mới có quyền xác nhận những hài cốt các thánh, để đưa ra cho giáo dân kính viếng. Thế kỷ XII, các Giáo hoàng giữ lại quyền tha giải một số trọng tội và do đấy tòa Xá giải được thiết lập. Cũng từ đây chỉ có các Giáo hoàng mới có quyền triệu tập công đồng và châu phê các sắc lệnh của công đồng đó.
Grêgôriô IX cũng là người phê chuẩn sách Kinh Nhật Tụng; và là người công nhận trường Đại học Paris:
Paris, Mẹ các khoa học, với tiếng tăm rạng rỡ, do kẻ học cũng như người dạy. Nơi đây người ta chuẩn bị cho đội quân Đức Kitô áo giáp đức tin, thanh gươm lý trí và các vũ khí khác để vang lên lời ngợi ca Đức Kitô... Ta ban quyền cho các thầy dạy và các sinh viên được lập ra các quy luật đúng đắn về phương pháp và thời biểu các môn học, các buổi tranh luận; Về việc quy định ai dạy môn gì, vào giờ nào và chọn tác giả nào; Về việc ấn định mức học phí và quyền loại những kẻ chống lại những quy luật ấy. Nếu vì một lý do nào đó, chư huynh bị mất quyền ấn định học phí hoặc bị xúc phạm gây thiệt hại nặng, chư huynh được quyền ngưng các lớp học cho đến khi được đền bù cách xứng đáng. .